# Фармингдејл (Мејн)
Фармингдејл (енгл. Farmingdale) насељено је место без административног статуса у америчкој савезној држави Мејн.

## Демографија
По попису из 2010. године број становника је 1.970, што је 35 (1,8%) становника више него 2000. године.
| Група             | 2000.         | 2010.         |
| Белци             | 1.866 (96,4%) | 1.859 (94,4%) |
| Афроамериканци    | 18 (0,9%)     | 17 (0,9%)     |
| Азијати           | 13 (0,7%)     | 22 (1,1%)     |
| Хиспаноамериканци | 11 (0,6%)     | 35 (1,8%)     |
| Укупно            | 1.935         | 1.970         |